# Parque Julio Enrique Monagas

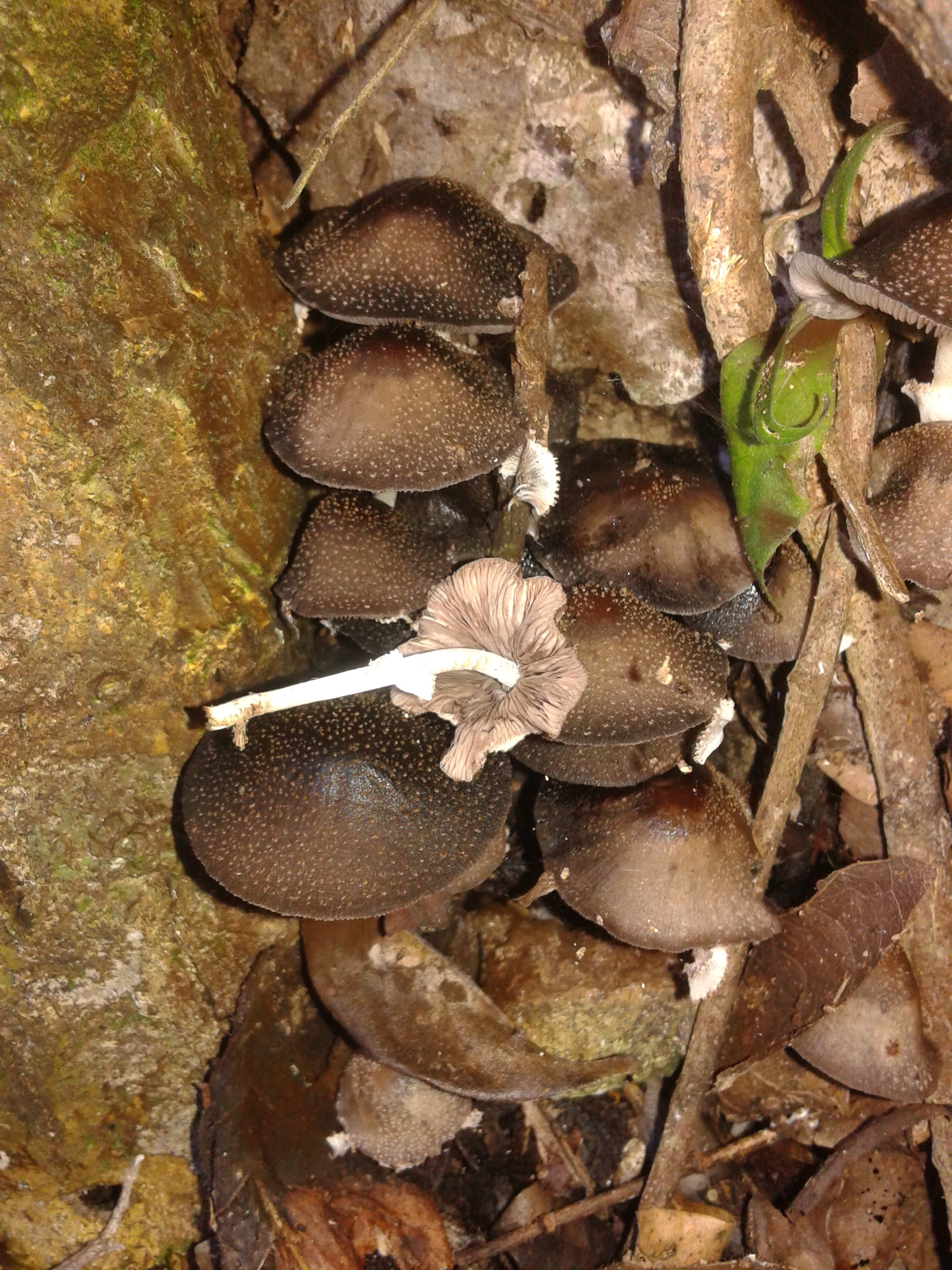
Candolleomyces tuberculatus fotografiado en el parque

Parque Julio Enrique Monagas ( a veces denominado Parque Nacional Julio Enrique Monagas ) es un parque urbano y área recreativa ubicada en Bayamón, Puerto Rico .  El parque lleva el nombre de Julio Enrique Monagas, el primer director de la Comisión de Parques y Recreación Pública de Puerto Rico, quien también considerado el padre del movimiento olímpico en Puerto Rico. Antes de su creación en 1993, la zona fue una instalación militar durante la Segunda Guerra Mundial, y muchos de los búnkeres y almacenes de municiones aún se conservan en el área. 
Hoy en día, el parque cuenta con varios senderos para caminatas, caminos para andar en bicicleta de montaña, áreas de juegos para niños, mesas para picnics y áreas para montar a caballo. Existe una torre de observacion que donde se logra ver la bahía de San Juan. También se permite la escalada en algunos de los acantilados de piedra caliza, conocidos localmente como mogotes . 
El parque es administrado por la Compañía de Parques Nacionales de Puerto Rico, entidad que funge como departamento de parques y recreación del territorio boricua, aunque la gestión cotidiana la realiza el Centro Ambiental Santa Ana, fundada por Frank H. Wadsworth en el 2006.  